# Udamopyga apolinari
Udamopyga apolinari är en tvåvingeart som först beskrevs av Guilherme A.M.Lopes 1938.  Udamopyga apolinari ingår i släktet Udamopyga och familjen köttflugor.
Artens utbredningsområde är Colombia. Inga underarter finns listade i Catalogue of Life.